# Taguchi Ukichi

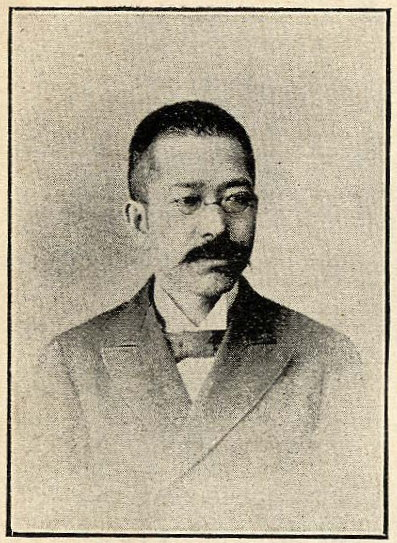
Taguchi Ukichi

Taguchi Ukichi (田口 卯吉, 12 de junho de 1855 – 13 de abril de 1905) foi um historiador japonês e economista georgista da era Meiji, e um dos maiores proponentes da interpretação da história bunmeishi. Ele foi eleito para a Câmara dos Representantes do Japão em 1894. Ele por vezes é referido como o "Adam Smith japonês".